# NGC 2950
NGC 2950 ist eine Linsenförmige Galaxie vom Hubble-Typ SB0 im Sternbild Großer Bär am Nordsternhimmel. Sie ist schätzungsweise 62 Millionen Lichtjahre von der Milchstraße entfernt und hat einen Durchmesser von etwa 50.000 Lichtjahren. 
Das Objekt wurde am 19. März 1790 von William Herschel entdeckt.